# Squeeze Me
Az Squeeze Me egy 1925-ös Dzsessz-sztenderd, amelyet Fats Waller komponált. Eredete egy régi blues dal, a „The Boy in the Boat”. A dalszövegeket Clarence Williams írta, bár Andy Razaf azt állította, hogy valójában ő volt a szöveg szerzője.

## Híres felvételek
- Louis Armstrong
- Mildred Bailey
- Count Basie
- Eddie Condon
- Harry James
- James P. Johnson
- Bessie Smith
- Jimmy Smith
- Willie „The Lion” Smith
- Dinah Washington
- a Tuba Skinny zenekar
- Maria Muldaur
- Diana Krall
- Lena Horne
- Chick Webb
- Earl Hines
- Clark Terry
- Johnny Hodges és Duke Ellington
- Ahmad Jamal